# Wyspa Bananowa
Wyspa Bananowa (port. Ilha do Bananal) – największa śródlądowa wyspa rzeczna świata, położona między ramionami rzeki Araguaia w brazylijskim stanie Tocantins. Powierzchnia wyspy wynosi ok. 20 tys. km². Od roku 1993 objęta jest konwencją ramsarską.

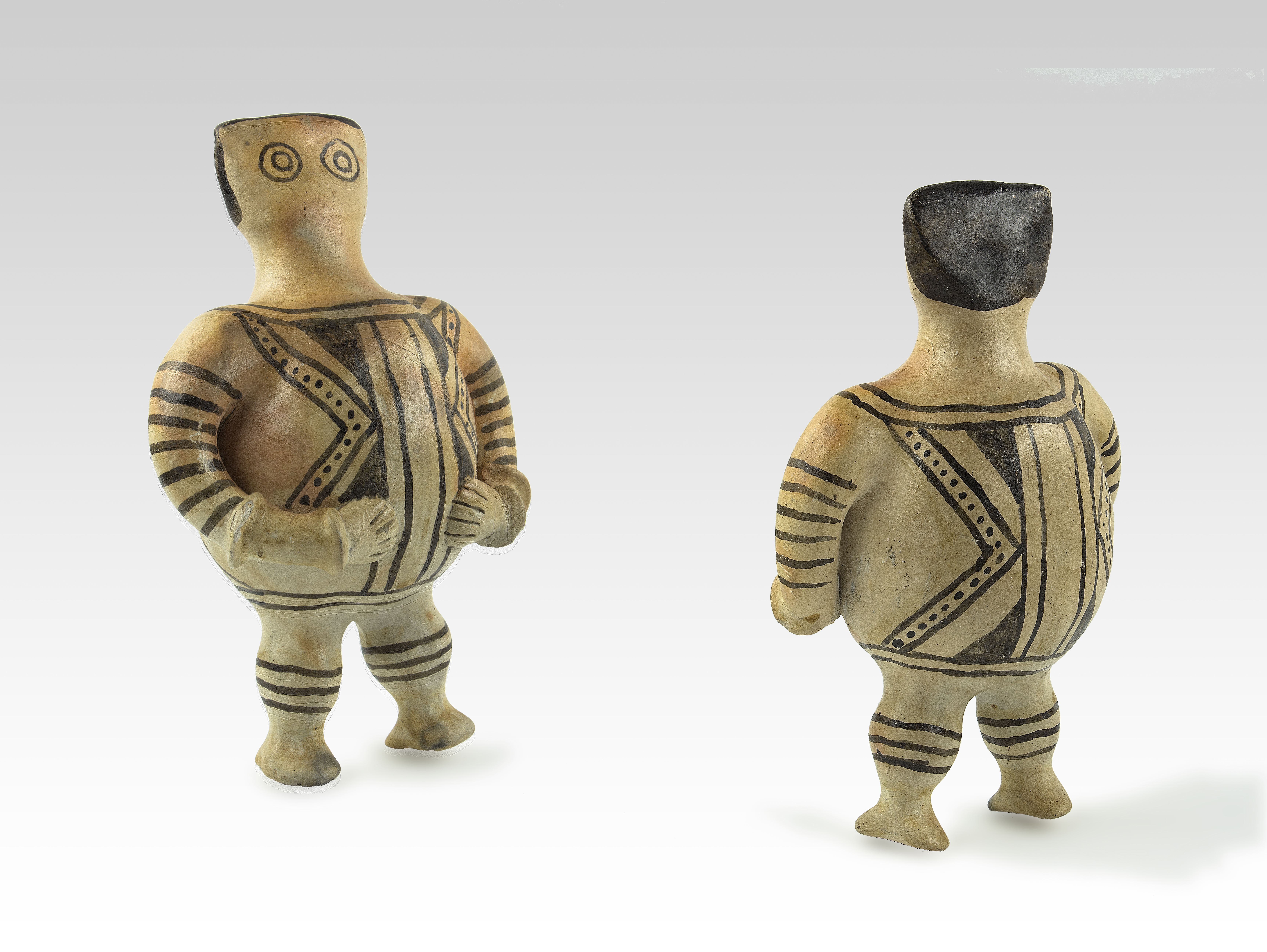
statuetka ceramiczne